# الديانيوفا دي لا فيرا
بلدية الديانيوفا دي لا فيرا (بالإسبانية: Aldeanueva de la Vera)‏، هي بلدية تقع في مقاطعة قصرش والتي تقع في منطقة إكستريمادورا، غرب إسبانيا.
يبلغ عدد سكانها 2.463 نسمة وفقاً لإحصائية سنة (2002).